# عبدالله تانگریف
عبدالله تانگریف (انگلیسی: Abdullo Tangriev؛ زادهٔ ۲۸ مارس ۱۹۸۱) جودوکار اهل ازبکستان است.
وی در مسابقات کشوری و بین‌المللی در مجموع برندهٔ ۷ مدال طلا، ۲ مدال نقره، ۶ مدال برنز شده‌است.